# Полторанін Михайло Никифорович
Михайло Никифорович Полторанін (рос. Михаил Никифорович Полторанин; нар. 22 листопада 1939, Леніногорськ, Східноказахстанська область) — російський журналіст і політик, який обіймав вищі державні посади при першому президенті Росії Борисі Єльцині.
За радянських часів працював у щоденнику Комуністичної партії «Московська правда».
Полторанін був міністром інформації, а згодом заступником голови уряду у сфері преси та новин.
Виконавчий директор телекомпанії «ТВ-3».